# 太魯閣大山
太魯閣大山（意為「搬運貨物（翻越）的山」）是臺灣中央山脈北段的一座高山，位於花蓮縣秀林鄉銅門村北側，近富世村界，海拔3282.3公尺。山頂立有編號1463之二等三角點。附近接連磐石山、帕托魯山等山。